# Stefan Puntigam
Stefan Puntigam (* 25. Oktober 1971 in Graz) ist ein österreichischer Schauspieler, Drehbuchautor, Sprecher und Regisseur.

## Leben
Stefan Puntigam absolvierte von 1990 bis 1993 eine Gesangs- und Schauspielausbildung am Franz Schubert Konservatorium in Wien.
Auf der Bühne stand er unter anderem im Burgtheater Wien (1992–1993), in Baden-Baden (1993–1995), im Alten Schauspielhaus Stuttgart (1996–1998), am Volkstheater Wien (1996–1999), an der Komödie im Bayerischen Hof (1997–1998), am Theater in der Josefstadt Wien (1998–1999), im Theater am Kurfürstendamm Berlin (2000), am Volkstheater Wien (2001–2006), am Ernst-Deutsch-Theater Hamburg (2006) und in Prag (Martinický palác; 2011).
Von 2011 bis 2015 war er im Fernsehen im Wiener Tatort in der Nebenrolle des Kriminaltechnikers Stefan Slavik (einmal auch Körner genannt) zu sehen.
Bei Soloprogrammen (z. B. Luziprack) seines Bruders, des Kabarettisten Martin Puntigam, führte er Regie.
Außerdem ist er als Sprecher und Synchronschauspieler tätig. 
2015 sprach er in der österreichischen Version des Films Ted 2 die Rolle des Ted.
2018/19 absolvierte er die Drehbuchwerkstatt München und ist seit 2021 auch regelmäßig als Drehbuchautor tätig.
Live war er bis zur Covid-19-Pandemie auch regelmäßig in Berlin mit dem LesEmble zu hören. 
Stefan Puntigam lebt in Berlin und Wien.

## Filmografie (Auswahl)
- 1992: Benny’s Video
- 1993: Sudden Death
- 1994: Eine kleine Erfrischung
- 1994: Fitness
- 1995: Die kranken Schwestern
- 1995: Stockinger
- 1996: Komponisten auf der Spur – Schubert
- 1997: Jagdsaison
- 1997: Schlosshotel Orth
- 1998–2001: Julia – eine ungewöhnliche Frau
- 1999: Der Bulle von Tölz: Tod eines Priesters
- 1999: Ach Baby, ein Baby
- 2000: Tatort: Nichts mehr im Griff
- 2000: Jetzt bringen wir unsere Männer um
- 2000: Vater wider Willen
- 2000: Kommissar Rex: Das Millionenpferd
- 2001: Medicopter 117 – Jedes Leben zählt
- 2001: Für alle Fälle Stefanie
- 2001–2003: Hinter Gittern – Der Frauenknast
- 2002: Gute Zeiten, schlechte Zeiten
- 2003: Alphateam
- 2003: Für alle Fälle Stefanie
- 2004: Helena – die anderen Leben
- 2004: SOKO Wismar
- 2006: Kronprinz Rudolfs letzte Liebe
- 2006: Abschnitt 40
- 2006: Nous nous sommes tant hais[15]
- 2007: Das iTeam – Die Jungs an der Maus
- 2007: Franz Fuchs – Ein Patriot
- 2008: SOKO Wien: Nachts kaum Abkühlung
- 2009: Distanz
- 2009: Der Fall des Lemming
- 2010: Die Rosenheim-Cops – Tod in der Rikscha
- 2010: Die Gipfelzipfler
- 2010: Der Chinese
- 2010: Schnell ermittelt: Georg Vitter
- 2010: Das Glück dieser Erde
- 2010: Die Steintaler
- 2011: Tatort – Ausgelöscht
- 2011: Die Tänzerin
- 2011: Löwenzahn: Wettlauf gegen die Zeit
- 2012: Tatort – Kein Entkommen
- 2012: SOKO Wien
- 2012: Vier Frauen und ein Todesfall
- 2012: Tatort – Falsch verpackt
- 2012: Es kommt noch dicker
- 2013: Tatort – Zwischen den Fronten
- 2013: 14 – Tagebücher des Ersten Weltkriegs[16]
- 2013: Schnell ermittelt: Leben
- 2013: Die Bergretter: Eishochzeit
- 2013: Tatort – Unvergessen
- 2013: Tatort – Angezählt
- 2014: Tatort – Abgründe
- 2014: Die Rosenheim-Cops – Mord in der Waschstraße
- 2014: Prinz Eugen und das osmanische Reich[17]
- 2014: SOKO Kitzbühel
- 2014: Der Metzger muss nachsitzen
- 2015: Tatort – Gier
- 2015: Tatort – Deckname Kidon
- 2016: Pregau
- 2017, 2024: SOKO Leipzig – Blinde Liebe, Direkt ins Herz
- 2018: Die Heiland – Wir sind Anwalt – In dubio pro reo
- 2018: Urlaub mit Mama (Fernsehfilm)
- 2019: Wie ich lernte, bei mir selbst Kind zu sein
- 2020: Villa Eva
- 2021: Vorstadtweiber
- 2022: Corsage
- 2024: Vienna Blood – Mephisto (Fernsehreihe)